# فيروس H1N1/09 الوبائي
الفيروس عبارة عن سلالة جديدة من الإنفلونزا  فيها اللقاحات الموجودة ضد الأنفلونزا الموسمية أي حماية. وجدت دراسة في المراكز الأمريكية للسيطرة على الأمراض والوقاية منها التي نُشرت في مايو 2009 أن الأطفال ليس لديهم مناعة سابقة للسلالة الجديدة  لكن البالغين خاصة أولئك الذين تزيد أعمارهم عن 60 عامًا، لديهم درجة من المناعة. لم يظهر الأطفال أي تفاعل مضاد للأجسام المضادة المتفاعلة تجاه السلالة الجديدة وكان لدى البالغين من 18 إلى 64 عامًا نسبة تتراوح بين 6 و 9% وكبار السن 33%.  كرر الكثير من التقارير عن التحليل المبكر أن السلالة تحتوي على جينات من خمسة فيروسات مختلفة للإنفلونزا: أنفلونزا الخنازير في أمريكا الشمالية، وأنفلونزا الطيور في أمريكا الشمالية، والأنفلونزا البشرية، وفيروسين من أنفلونزا الخنازير عادة ما توجد في آسيا وأوروبا. أظهر مزيد من التحليل أن العديد من بروتينات الفيروس تشبه إلى حد كبير السلالات التي تسببت في أعراض خفيفة لدى البشر مما دفع عالم الفيروسات ويندي باركلاي إلى الإيحاء بأن الفيروس من غير المرجح أن يسبب أعراضا حادة لمعظم الناس. أشار باحثون بارزون آخرون إلى أن جميع شرائح الفيروس كانت في الحقيقة خنازير في الأصل على الرغم من كونها مجموعة متنوعة من المجموعات. تم إيداع أول تسلسل كامل للجينوم لسلالة الوباء في قواعد البيانات العامة في 27 أبريل 2009 من قبل علماء من المراكز الأمريكية لمكافحة الأمراض والوقاية منها في أتلانتا. أكمل العلماء في وينيبيغ في وقت لاحق التسلسل الجيني الكامل للفيروسات من المكسيك وكندا في 6 مايو 2009.

## أصل الفيروس
في 23 يونيو 2009  ذكرت صحيفة نيويورك تايمز أن مسؤولي الزراعة الفيدراليين الأمريكيين  «خلافًا للافتراض السائد بأن وباء أنفلونزا الخنازير الجديد قد نشأ في مزارع المصانع في المكسيك» يعتقدون الآن أنه «من المحتمل أن يكون قد ظهر من الخنازير في آسيا  لكن ثم سافر إلى أمريكا الشمالية في إنسان». وأكدوا أنه لا توجد طريقة لإثبات فرضيتهم لكنهم صرحوا أنه لا يوجد دليل على أن هذا الفيروس الجديد الذي يجمع بين الجينات الأوروبية الآسيوية وأمريكا الشمالية قد تم تداوله على الإطلاق في الخنازير في أمريكا الشمالية «بينما توجد أدلة مثيرة على أن هناك صلة وثيقة» فيروس الأخت«قد انتشر في آسيا».
في أوائل يونيو 2009 باستخدام أساليب حسابية تم تطويرها على مدار السنوات العشر الماضية وحاول فريق دولي من الباحثين إعادة بناء أصل وجدول زمني لوباء إنفلونزا 2009. يدعي أوليفر بيبوس من قسم علم الحيوان بجامعة أكسفورد وجزء من فريق البحث أن "نتائجنا تظهر أن هذه السلالة تنتشر بين الخنازير  ربما بين قارات متعددة  لسنوات عديدة قبل انتقالها إلى البشر". يعتقد فريق البحث الذي عمل على هذا التقرير أيضًا أنه "مستمد من العديد من الفيروسات المنتشرة في الخنازير" وأن الانتقال الأولي للبشر قد حدث قبل عدة أشهر من التعرف على ظهور المرض. وخلص الفريق إلى أنه "على الرغم من انتشار الإنفلونزا على نطاق واسع في البشر، فإن عدم وجود مراقبة منهجية للخنازير سمحت باستمرار وتطور هذه السلالة التي يحتمل أن تكون وبائية لسنوات طويلة.
وفقا للباحثين يبدو أن حركة الخنازير الحية بين أوراسيا وأمريكا الشمالية "سهلت خلط فيروسات أنفلونزا الخنازير المتنوعة مما أدى إلى أحداث إعادة تجميع متعددة مرتبطة بتكوين سلالة ((H1N1 الجديدة. وذكروا أيضًا أن هذا الوباء الجديد "يقدم دليلًا إضافيًا على دور الخنازير المنزلية في النظام البيئي للأنفلونزا أ".
في نوفمبر 2009  نُشرت دراسة في مجلة فيرولوجي جورنال التي اقترح فيها أن الفيروس قد يكون نتاج ثلاث سلالات من ثلاث قارات تبادلت الجينات في مختبر أو مصنع لصنع اللقاحات ثم «نجت». تتابع الدراسة التي نشرت في مجلة مجانية على الإنترنت استعرضها علماء آخرون النقاش الدائر بين الباحثين في مايو 2009 عندما طلب المؤلفون من منظمة الصحة العالمية النظر في الفرضية. بعد مراجعة الورقة الأولية خلصت منظمة الصحة العالمية وغيرها من المنظمات إلى أن سلالة الوباء كانت فيروسًا طبيعيًا وليست مشتقة من المختبر.

## قابلية العدوى
الفيروس معدي ويُعتقد أنه ينتشر من إنسان إلى إنسان بنفس طريقة انتشار الأنفلونزا الموسمية. إن أكثر الآليات شيوعًا التي ينتشر بها هي قطرات من السعال والعطس للأشخاص المصابين وأيضًا من المحتمل أن تلمس سطحًا أو يد شخص ملوث بالفيروس ثم تلمس عينيه أو أنفه أو فمه. في عام 2009 أفادت منظمة الصحة العالمية أن فيروس H1N1 يبدو أنه معدي أكثر من الأنفلونزا الموسمية. ومع ذلك  ذكر تقرير نشرته مجلة نيوإنجلند الطبية أن انتقال فيروس أنفلونزا H1N1  في المنازل كان أقل من نظيره في الأوبئة السابقة. أوصى مركز السيطرة على الأمراض الأمريكي بأنه يجب على الناس الانتظار لمدة يوم على الأقل بعد أن تنخفض حمى هم (عادة بعد 3-4 أيام من ظهور الأعراض) قبل استئناف أنشطتهم الطبيعية ولكن تبين أنه يمكنهم الاستمرار في إلقاء الفيروس لعدة أيام بعد ذلك.

## اللقاح
اللقاحات الحالية ضد الأنفلونزا الموسمية لا توفر أي حماية. تم إصدار اللقاحات في أمريكا الشمالية في أواخر أكتوبر. قد يكون الإنتاج 3 مليارات جرعة سنويًا بدلاً من التقدير السابق البالغ 5 مليارات.

## الأنواع المتضررة
البشر
لقد تأثر البشر منذ أوائل عام 2009. ينص تحديث العالم الصادر في 27 نوفمبر 2009 الصادر عن منظمة الصحة العالمية التابعة للأمم المتحدة على أن «أكثر من 207 دولة ومنطقة أو مجتمعات في الخارج قد أبلغت عن حالات مؤكدة مختبرياً لوباء أنفلونزا H1N1 بما في ذلك أكثر من 7820 حالة وفاة». كما تتبعت منظمة الصحة العالمية أكثر من 622,482 حالة مؤكدة مختبرياً من فيروس H1N1. كانت أعراض هذا الفيروس مماثلة لأعراض الأنفلونزا الموسمية.
الطيور
في أواخر أغسطس 2009 اكتشفت حكومة تشيلي أن فيروس H1N1 البشري قد قفز غير مصقول إلى الطيور «فتح صفحة جديدة في الوباء العالمي». كان كبار خبراء الأنفلونزا والصحة الحيوانية في منظمة الصحة العالمية ومركز السيطرة على الأمراض يراقبون الوضع عن كثب. وقالوا أن الديوك الرومية المصابة عانت من آثار خفيفة فقط مما خفف من القلق بشأن تطور خطير محتمل. وقالوا إن لحم الديك الرومي في تشيلي لا يزال آمنًا لتناول الطعام ولم تظهر حتى الآن أي علامات على حدوث طفرة خطيرة. يشعر خبراء الفيروسات بالقلق من احتمال ظهور سلالة أكثر خطورة وسهولة انتقالها إذا تم دمج   H1N1  مرة أخرى مع أنفلونزا الطيور التي تعد في الوقت الحالي أكثر ضراوة بكثير ولكنها أقل معدية للإنسان. بحلول أكتوبر 2009  تم اكتشاف اندلاع آخر لمربي الديك الرومي في أونتاريو، كندا.
حيوانات أخرى
في أكتوبر 2009 والنمس وأكد ظهرت عليهم اعراض الإنفلونزا قد بالفيروس H1N1 من صاحبها في ولاية أوريغون الولايات المتحدة الأمريكية. في نوفمبر 2009 تم تأكيد حالة الرواية H1N1 في قطة منزلية. على الرغم من أن أول حالة وفاة في القط من فيروس H1N1 في الولايات المتحدة حدثت في ولاية بنسلفانيا  جمعية أوريغون البيطرية الطبية أول من أكد حدوث وفيات في الولايات المتحدة والفم بينما المرضى. اغسل يديك جيدًا بعد التعامل مع حيوان أليف مريض لأنه قد يكون من الممكن للقطط أن تنقل الفيروس إلى البشر. هذه هي الحالة الثالثة المؤكدة لفيروس H1N1 في قطة في الولايات المتحدة حدثت حالات أخرى في ولاية يوتا وأيوا. تم الإبلاغ عن الحالة الأولى لكلب مصاب بفيروس H1N1 في ديسمبر. في 22 يوليو 2011، أبلغ المعهد البيطري النرويجي عن أول ظهور لفيروس أنفلونزا H1N1  في المنك.